# Mulda/Sa.
Mulda/Sa. è un comune di 2.785 abitanti della Sassonia, in Germania.
Appartiene al circondario (Landkreis) della Sassonia centrale (targa FG).

## Amministrazione

### Gemellaggi
Mulda è gemellata con:
- Duchcov